# Кноттен, Каролин
Каролин Оффигстад Кноттен (норв. Karoline Offigstad Knotten; род. 6 января 1995, Тромсё) — норвежская биатлонистка, двукратный призёр чемпионатов мира, призёр этапов Кубка мира.

## Спортивная карьера
Каролин Кноттен начала заниматься биатлоном в 2002 году. В сезоне 2016/2017 года дебютировала на Кубке IBU, на следующий год на Чемпионате Европы, но особых успехов не достигла. Первый старт на Кубке Мира — 8 декабря 2018 года, спринтерская гонка в Поклюке, где Каролин показала 75-й результат. По ходу этого сезона ей удалось два раза попасть на подиум Кубка IBU (Обертиллах, супер-спринт, 3 место и Мартелл, масс-старт, 60, 2 место).
В сезоне 2019/2020 Кноттен закрепилась в основном составе сборной Норвегии на Кубке мира. Четыре эстафеты с её участием стали победными для норвежек (Эстерсунд, Хохфильцен, Рупольдинг, Нове-Место). Приняла участие спортсменка и в Чемпионате мира-2020, проводившемся в Анхольце/Антерсельве. Но в первой же гонке (спринте) показала неутешительный результат — 75 место и в последующие гонки тренеры её не заявили.
29 ноября 2020 года Каролин впервые попала на подиум в Кубке мира в личных гонках. Это произошло в спринтерской гонке на открытии сезона в финском Контиолахти, где спортсменка поразила все мишени и отстала от победительницы Ханны Эберг на +37.8 секунды.

## Результаты на крупнейших соревнованиях

### Олимпийские игры
| Год  | Место проведения | Индивид. гонка | Спринт | Гонка преследования | Масс-старт | Эстафета | Смешанная эстафета |
| ---- | ---------------- | -------------- | ------ | ------------------- | ---------- | -------- | ------------------ |
| 2022 | Пекин            | —              | —      | —                   | —          | 4        | —                  |

### Чемпионаты мира
| Год  | Место проведения | Индивид. гонка | Спринт | Гонка преследования | Масс-старт | Эстафета | Смешанная эстафета | Сингл-микст |
| ---- | ---------------- | -------------- | ------ | ------------------- | ---------- | -------- | ------------------ | ----------- |
| 2020 | Антхольц         | —              | 75     | —                   | —          | —        | —                  | —           |
| 2021 | Поклюка          | —              | 41     | 42                  | —          | —        | —                  | —           |
| 2023 | Оберхоф          | 21             | 37     | 17                  | 6          | 6        | —                  | —           |
| 2024 | Нове-Место       | —              | 33     | DNS                 |            | 10       | 2                  | —           |

### Открытые чемпионаты Европы
| Год  | Место проведения       | Индивид | Спринт | Преслед | Смеш эстафета |
| ---- | ---------------------- | ------- | ------ | ------- | ------------- |
| 2018 | ЧЕ Риднау/Валь Риданна | 16      | 37     | 19      | —             |
| 2019 | ЧЕ Раубичи/Минск       | 31      | 5      | 5       | 5             |

1. 1 2  https://www.teamnor.no/profiler/skiskyting/karoline-knotten/